# MacGillivrays prion
MacGillivrays prion (Pachyptila macgillivrayi) is een vogel uit de familie van de stormvogels en pijlstormvogels (Procellariidae). Het is een zeevogel van het zuidelijk halfrond. De soort werd beschreven als ondersoort Prion vittatus macgillivrayi en later als ondersoort beschouwd van Salvins prion (P. salvini). Deze vogel is genoemd naar de Australische ornitholoog William MacGillivray (1867-1933).

## Kenmerken
De vogel is 25 tot 28 cm lang en van boven grijs gekleurd met een zwarte, W-vormige band over de vleugels en rug en een smalle zwarte eindband op de staart. Een opvallend bredere snavel onderscheidt de soort van Salvins prion. Er is uitgebreid biometrisch en DNA-onderzoek verricht. Hieruit bleek dat een grote populatie op het (onbewoonde) eiland Gough verwant is aan een populatie in de Indische Oceaan en beide populaties tot deze aparte soort kunnen worden gerekend.

## Verspreiding en leefgebied
De soort is verspreid over Zuid-Indische Oceaan en de zuidelijke Atlantische Oceaan. De vogel broedt op het rotseiland Roche Quille nabij Saint-Paul (eiland) en voorheen op Amsterdameiland en verder op Gough.

## Status
MacGillivrays prion heeft een beperkt verspreidingsgebied en daardoor is de kans op uitsterven aanwezig. De grootte van de populatie werd in 2016 door BirdLife International geschat op 48.000 tot 2,4 miljoen volwassen individuen. Op eilanden in de Indische Oceaan broeden ongeveer 1000 paren, op Gough werden de aantallen in 2019 geschat op 875.000 paar. De broedvogels van Amsterdameiland zijn verdwenen. De populatie-aantallen op Gough nemen sterk af door predatie op kuikens door huismuizen. Om deze redenen staat deze soort als ernstig bedreigd op de Rode Lijst van de IUCN.